# Gelastocoris paraguayensis
Gelastocoris paraguayensis – gatunek wodnego pluskwiaka z podrzędu różnoskrzydłych i rodziny Gelastocoridae.

## Opis
Ciało długości 7 mm. Tylno-boczna krawędź przedplecza szeroko zaokrąglona w kątach przednich i uzbrojona ząbkami. Przednie i przednio-boczne krawędzie przedplecza proste.

## Rozprzestrzenienie
Neotropikalny gatunek wykazany z Paragwaju i brazylijskiego Mato Grosso.